# Emilio Anselmi
Emilio Anselmi, conosciuto anche come Emilio Anselmi Mitia o semplicemente Mitia (Castellarano, 31 maggio 1940), è uno scultore italiano.

## Biografia
Frequenta assiduamente la galleria romana "Il Nuovo Carpine" di Giorgio Braghiroli, del quale sarà collaboratore per una quindicina d'anni.
Da alcuni anni coltiva un'interessante amicizia con il maestro Gian Paolo Berto, con il quale organizza nel 2012 "L'incontro", una mostra d'arte contemporanea vista come "una partita di calcetto in piazza" a Santa Severa in provincia di Roma.
Nell'agosto 2013 i due organizzano insieme all'amico Angelo Brocato, nel cortile di Palazzo Orsini a Monterotondo, "The Medicine Wheel - la ruota di medicina, un mito senza tempo - Modern tribute to the native American spirit". Attualmente sta lavorando all'idea di abbandonare i suoi totem ed ha redatto in proposito il "Manifesto di Mitia" con il sottotitolo "Oltre le frontiere dell'arte".

## Mostre

### Personali
1976, Modena – Galleria d'arte Ghirlandina; 1977, Roma – Galleria d'Arte Pantheon 21, Giorgio Braghiroli; 1979, Jesi (AN) – Palazzo dei Convegni; 1980, L'Aquila – Galleria d'Arte Contemporanea La Sonda; 1995, Rieti – Palazzo Comunale – Il tesoro nascosto, Franco Campegiani; 1997, Roma – Galleria d'Arte Contemporanea L'Ariete – Bianco di Persia; 1998, Roma – Chiesa Anglicana All Saints – Sacred Spirit – Mario Lunetta; 2000, L'Aquila – Palazzetto dei Nobili – La Porta del Cielo (Omaggio a Celestino V); 2004, Modena, Sala Comunale Paradisino – Pepper and Sacred Spirit; 2004, Ariccia (RM) – Locanda Martorelli – I giorni dell'Omega, Aldo Onorati; 2006 – Meisterschwanden (Svizzera) – Kunst Forum Mitglieder & Gast aus Rom; 2007, Campogalliano – Museo della Bilancia – Pesa sulle cose la luce; 2008, Città di Marino (RM) – Museo Civico U.Mastroianni – Visioni, Franco Campegiani; 2011, Roma – Galleria Quadrupede Totem e tabù – Bruno Caruso; 2012, Padova – Arte Paolo Maffei "La biblioteca della memoria in Emilio Anselmi" – Luigi Tallarico; 2018, Monterotondo – Grafica Campioli Totem degli Appennini - I giorni dell'Omega.

### Collettive
1979, Sulmona – VI Mostra Nazionale d'Arte Contemporanea; 1979, Sassoferrato – Università degli Studi di Urbino XIX rassegna di pittura G.B Salvi; 1995, Taormina – Palazzo Corvaja – Tutte le Madonne del Mondo; 1998, Nemi (RM) Inti Raymi (Festa del Sole), Org. ACCSIA Indios d'America; 2001, Roma – VI Premio Massenzio per l'Arte – Massenzio ArtAmbiente; 2002, Roma – Palazzo Valentini L'acqua (I fiumi del Lazio); 2009, Monterotondo – Estemporanea d'arte figurativa "Marcia mondiale per la pace e la non violenza"; 2011, Roma – Lungotevere Castello – Estate Romana 2011 – "Re per una notte" Arte in Piazza.

## Hanno scritto della sua opera
Anna Chiara Anselmi, Gian Paolo Berto, Giorgio Braghiroli, Franco Campegiani, Bruno Caruso, Arianna Di Genova, "Litofino" Giancarlo Iacomucci, Mario Lunetta, Fausto Marzioli, Aldo Onorati, Sangiuliano, Luigi Tallarico, Ferruccio Veronesi.